# Xã Carrollton, Quận Boone, Arkansas
Xã Carrollton (tiếng Anh: Carrollton Township) là một xã thuộc quận Boone, tiểu bang Arkansas, Hoa Kỳ. Năm 2010, dân số của xã này là 843 người.